# Hatzfeld (Eder)
Hatzfeld (Eder) este o comună din landul Hessa, Germania.